# Semlac (gmina)
Semlac – gmina w Rumunii, w okręgu Arad. Obejmuje tylko jedną miejscowość Semlac. W 2011 roku liczyła 3667 mieszkańców.